# Unforgiven 2005
Unforgiven 2005 was een professioneel worstel-pay-per-viewevenement dat georganiseerd werd door de World Wrestling Entertainment. Dit evenement was de 8e editie van Unforgiven en vond plaats in het Ford Center in Oklahoma City op 18 september 2005.
Het "main event" van dit evenement was een een-op-eenmatch voor het WWE Championship tussen kampioen John Cena en Kurt Angle.

## Wedstrijden
| Nr.                                                                          | Match | Winnaar(s)                                |
| ---------------------------------------------------------------------------- | --- | ----------------------------------------- |
| -                                                                            | Tajiri vs. Rob Conway in een een-op-eenmatch                                                                                  | Rob Conway                                |
| 1                                                                            | Carlito (c) vs. Ric Flair in een een-op-eenmatch voor het WWE Intercontinental Championship                                   | Ric Flair (nc)                            |
| 2                                                                            | Trish Stratus & Ashley Massaro vs. The Ladies in Pink (Victoria & Torrie Wilson) (met Candice Michelle) in een tag team match | Trish Stratus & Ashley Massaro            |
| 3                                                                            | The Big Show vs. Snitsky in een een-op-eenmatch                                                                               | The Big Show                              |
| 4                                                                            | Kerwin White vs. Shelton Benjamin in een een-op-eenmatch                                                                      | Shelton Benjamin                          |
| 5                                                                            | Edge (met Lita) vs. Matt Hardy in een Steel Cage match                                                                        | Matt Hardy                                |
| 6                                                                            | Rosey en The Hurricane (c) vs. Lance Cade en Trevor Murdoch in een tag team match voor het World Tag Team Championship        | Lance Cade & Trevor Murdoch (nc)          |
| 7                                                                            | Shawn Michaels vs. Chris Masters in een een-op-eenmatch                                                                       | Shawn Michaels                            |
| 8                                                                            | John Cena (c) vs. Kurt Angle in een een-op-eenmatch voor het WWE Championship                                                 | Kurt Angle; diskwalificatie John Cena (c) |
| (c) huidige kampioen voor en na de match \| (nc) nieuwe kampioen na de match | |                                           |